# Great Ocean Road

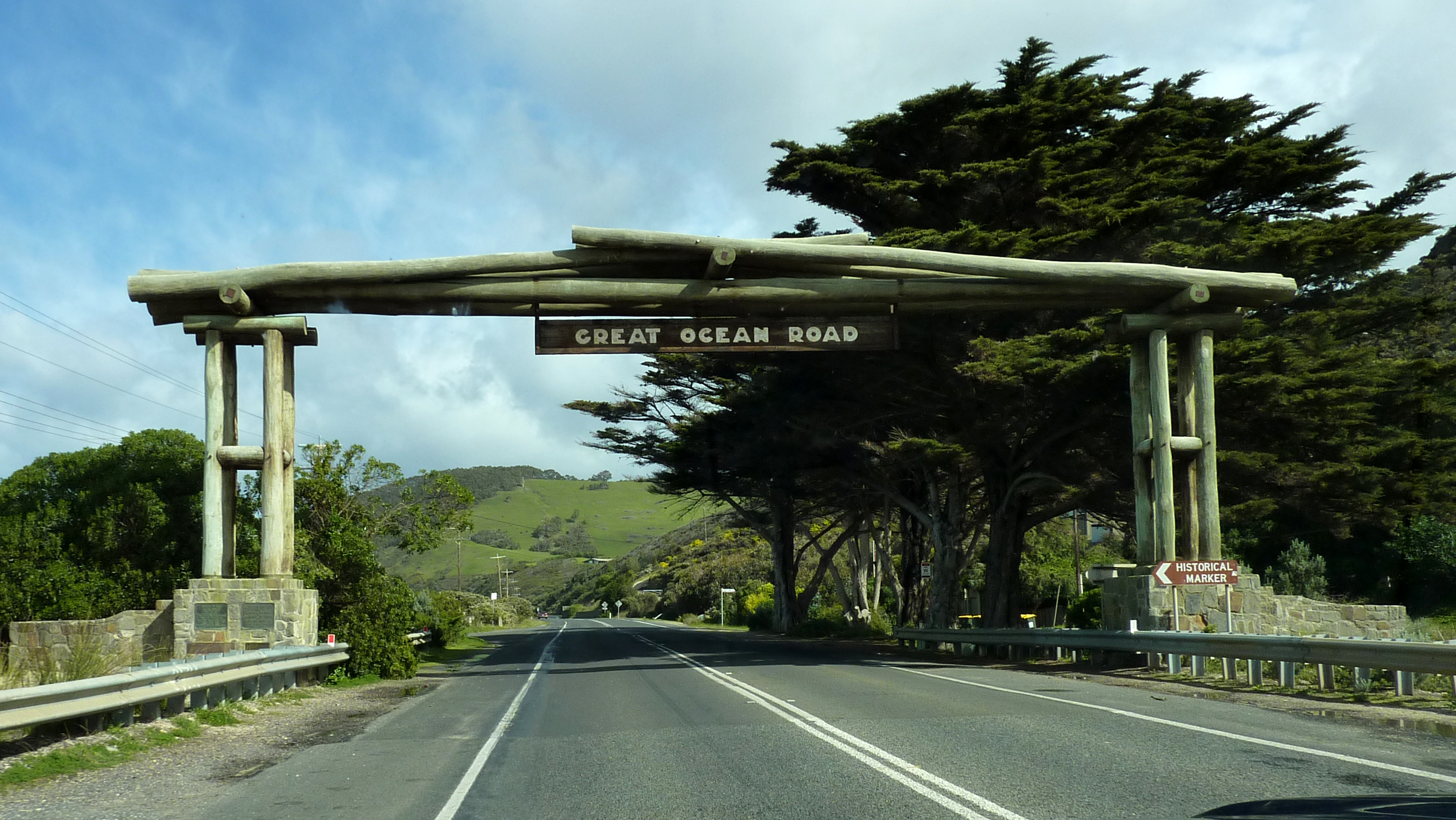
Great Ocean Road

De Great Ocean Road is een weg langs de zuidkust van Australië. De weg van 243 kilometer ligt tussen de steden Torquay (aan de oostkant) en Allansford bij Warrnambool (aan de westkant), beide in de staat Victoria.
In 1919 werd de aanleg begonnen door soldaten die van de Eerste Wereldoorlog (1914-1918) terugkwamen. Ze bouwden eraan tot aan 1932. De Great Ocean Road werd gewijd aan de slachtoffers van de oorlog en is dientengevolge het grootste oorlogsmonument voor slachtoffers uit de Eerste Wereldoorlog.
Doordat de weg langs verschillende bezienswaardigheden, prachtige kustlijnen en door mooie landschappen voert, is de Great Ocean Road op zichzelf ook uitgegroeid tot een toeristische attractie. Grotere dorpen aan de weg zijn Anglesea, Lorne, Apollo Bay en Port Campbell. Het deel ten oosten van Cape Otway wordt de Surf Coast genoemd, en het deel ten westen daarvan staat bekend als de Shipwreck Coast. Laatstgenoemd deel voert onder andere door het Port Campbell National Park, met spectaculaire natuurlijke kalk- en zandstenen rotsformaties als
- Loch Ard Gorge (naar het daar vergane schip, dat vernoemd was naar het gelijknamige meer in Schotland;
- The Grotto (een door een zinkgat ontstane combinatie van een spuitgat (blowhole), boog en grot);
- London Arch (voordat de ‘brug’ in zee stortte London Bridge);
- The Gibson Steps (kliffen in de vorm van een trap), en
- De Twaalf Apostelen.

De hele kust is gevormd door de zee, die ook deze bijzondere formaties heeft uitgesleten. Uiteraard is de kust nog altijd onderhevig aan erosie.
In de omgeving van de Great Ocean Road komen koala’s voor. Verder trekken er jaarlijks walvissen langs de kust. Met name Warrnambool aan het westelijk eind van de weg staat hierom bekend.